# Stanisław Górski
Stanisław Górski (ur. 8 września 1497 lub 1499 w Górze Kościelnej koło Płocka, zm. 12 marca 1572 w Krakowie) – polski duchowny katolicki, kanonik płocki i krakowski, historyk-zbieracz, twórca jednego z największych w XVI-wiecznej Europie zbioru dokumentów do dziejów Polski i krajów sąsiednich w okresie Odrodzenia.

## Życiorys
Syn Stanisława pochodzącego z ubogiej rodziny szlacheckiej herbu Bogoria. 23 października roku 1518 zapisał się na Akademię Krakowską. Prawdopodobnie studiował we Włoszech, lecz bez uzyskania tytułu naukowego. Wraz z 2 braćmi przebywał na dworze biskupa krakowskiego Piotra Tomickiego. Od roku 1521 pracował jako notariusz w jego kancelarii, a w 1530 występował jako notarius publicus i scriba aulae regis. Dzięki poparciu Tomickiego otrzymał szereg beneficjów kościelnych: w 1521 probostwo w Kunowie (powiat opatowski), w latach 1530–1535 probostwo w Czeladzi (księstwo siewierskie), w 1533 probostwo w Małym Płocku koło Kolna, w 1534 kanonię płocką. W roku 1535 przyjął święcenia kapłańskie. Sekretarz biskupa krakowskiego Piotra Tomickiego. Po jego śmierci (październik 1535) objął funkcję sekretarza królowej Bony, którą sprawował do roku 1548. Za sprawą królowej, w roku 1539, otrzymał kanonię krakowską, w 1546 parafię w Wiskitkach na Mazowszu, a przed rokiem 1550 probostwo w Modlnicy pod Krakowem. Najczęściej przebywał w Krakowie, gdzie na terenie kapituły rozwinął ożywioną działalność. Między innymi, przygotowywał na synody szereg instrukcji, zawierających ostrą krytykę episkopatu i domagająca się przyjęcia uchwał trydenckich. W tym okresie stał się gorliwym zwolennikiem kontrreformacji, współpracował aktywnie z W. Kuczborskim i J. Górskim. Od roku 1568 był opiekunem bursy filozofów. W 1569 roku jako sekretarz królewski Zygmunta II Augusta wraz z Janem Zamoyskim uczestniczył w spisywaniu inwentarza Archiwum Skarbca Koronnego na Wawelu.

## Twórczość
Od roku 1535 zbierał, a następnie omawiał dokumenty historyczne wydane w postaci dzieła Acta Tomiciana. Pomocą materialną służył mu wtedy Zygmunt August.

### Ważniejsze dzieła
- tzw. Acta Tomiciana, zbiór aktów, dokumentów i listów kancelarii Zygmunta I i częściowo Zygmunta Augusta z lat 1507–1548, dokonany przez Górskiego w kilku redakcjach, w dużej mierze na podstawie akt zebranych przez P. Tomickiego. Pierwsza red. w 19 tomach – rękopis Biblioteka Jagiellońska; druga red., tzw. zwód sapieżyński, powst. po 1556 w 17 tomach – rękopis do roku 1939 znajdował się w Bibliotece Raczyńskich w Rogalinie; trzecia red. powstała ok. 1560 w 27 tomach (według S. Starowolskiego i S. Karnkowskiego – w 30 tomach), wiad. o rękopisach zob. W. Pociecha: Wstęp do wyd. Acta Tomiciana t. 14 (1952), s. XIV i in.; por. W. Pociecha „W sprawie wydawnictwa Aktów Tomicjanów”, Pam. Biblioteki Kórnickiej 1939/1946, zeszyt nr 3 i odb.; wyd. t. 1-8, wydawnictwo A. T. Działyński, L. Koenig, Poznań 1852-1860; t. 9 Poznań 1876; t. 10 Poznań 1899; t. 11 Poznań 1901; t. 12 Poznań 1906; t. 13 Poznań 1915 (t. 9-13 wyd. Z. Celichowski); t. 14 wyd. W. Pociecha, Poznań 1952; t. 15 wyd. W. Pociecha, Wrocław 1957; t. 16 cz. 1-2 wyd. W. Pociecha, Wrocław 1960-1961, wydanie nie ukończone, doprowadzone do roku 1534 włącznie
  - spis osób i miejscowości wymienionych w t. 1-8 oprac. W. Dworzaczek, H. Chłopocka, B. Kürbisówna pt. „Acta Tomiciana. Index personarum et locorum”, Poznań 1951
  - oprócz aktów i listów Acta Tomiciana zawierają zebrane pisma: F. Kallimacha, S. Orzechowskiego, S. Krzyckiego, komentarze Górskiego oraz jego własne pisma, np.
    - Commentarius rerum gestarum a Sigismundo primo, powst. 1506-1507
    - Historia sejmu z 1536 r., wyd. w przekł. polskim pt. „Sejm walny Królestwa Polskiego w Krakowie”, Pamiętnik Warszawski 1818, t. 11
    - Vita Andreae Cricii, wyd. K. Morawski przy Andreae Cricii Carmina, Kraków 1888, Corpus Antiquissimorum Poetarum Poloniae Latinorum, t. 3
    - Vita Petri Kmitae, powst. 1566-1567, wyd. w: S. Orzechowski Annales Polonici ab excessu Divi Sigismundi primi, Dobromil 1611
- tzw. Teki Górskiego, luźny zbiór aktów, dokumentów oryginalnych i odpisów, korespondencji urzędowej i prywatnej kancelarii królewskiej Zygmunta I w 29 tekach – ok. 7 tys. dokumentów. Z tych materiałów korzystał Górski głównie przy układaniu Acta Tomiciana; odkrył je i wykorzystał Z. Celichowski. Rękopis znajdował się w Bibliotece Zamoyskich w Warszawie

### Listy i materiały
- Korespondencja z J. Dantyszkiem, S. Hozjuszem, i in., w: Acta Tomiciana
- Do senatorów polskich, Kraków, 8 września 1567, wyd. Acta Tomiciana t. 1 (1852), s. 1–3
- Do K. Janickiego, Kraków, 10 czerwca i listopad/grudzień 1538, wyd. T. Wierzbowski Materiały do dziejów literatury polskiej, t. 1, Warszawa 1900, s. 69–73, 75–76; fragm. przedrukował L. Ćwikliński przy „C. Janicii Carmina”, Kraków 1930, Corpus Antiquissimorum Poetarum Poloniae Latinorum, t. 6; przekł. polski fragm. Pamiętnik Warszawski 1818, t. 12, s. 241–265, 393–416; M. Jezienicki przy K. Janicki Utwory łacińskie, Lwów 1933 (fragm. listu pierwszego)
- Fragm. listów do J. Dantyszka z lat 1544–1547, wyd. w przekł. polskim A. Grabowski Starożytności historyczne polskie, t. 2, Kraków 1840
- Do J. Dantyszka, Kraków, 13 czerwca 1545; do anonima (Dantyszka?), 1545(?); wyd. W. Zakrzewski: „S. Górski i jego prace historyczne”, Rozprawy AU Wydział Historyczno-Filozoficzny t. 52 (1909), s. 308–311; fragm. listu z 13 czerwca 1545, wyd. w przekł. polskim A. Grabowski Starożytności historyczne polskie, t. 2, Kraków 1840, s. 76–77
- Do J. Dantyszka z lat 1544–1547, wyd. w całości i fragm. J. U. Niemcewicz Zbiór pamiętników historycznych o dawnej Polszcze, t. 4, Puławy 1830; wyd. 2 Lipsk 1839
- Fragm. listu do J. Dantyszka (jeden w przekł. polskim, drugi w oryg. łacinie), Kraków, 12 sierpnia 1545, ogł. W. Pociecha „Poselstwo Andrzeja Jakubowskiego do Francji w roku 1547 i pierwsza misja Jana Monluca w Polsce”, Odrodzenie i Reformacja w Polsce, t. 5 (1960), s. 75–76, rękopis (autograf) Biblioteka Uniwersytetu w Uppsali, sygn. H. 154 f. 105
- List bezimienny, prawdopodobnie S. Górskiego, do jakiegoś świeckiego senatora, z 1542, wyd. T. Wierzbowski Materiały do dziejów literatury polskiej, t. 1, Warszawa 1900, s. 83–84
- Dokumenty urzędowe, Kraków: 16 kwietnia 1535, 5 maja 1546, wyd. T. Wierzbowski Materiały do dziejów literatury polskiej, t. 1, Warszawa 1900, s. 328, 386

### Utwór mylnie przypisywany
- Conciones... Acta Tomiciana, wyd. J. Herburt jako utwór S. Orzechowskiego (autorstwo to stwierdził F. Bostel Kwartalnik Historyczny 1887)